# Deweyville (Texas)
Deweyville es un lugar designado por el censo ubicado en el condado de Newton en el estado estadounidense de Texas. En el Censo de 2010 tenía una población de 1.023 habitantes y una densidad poblacional de 34,94 personas por km².

## Geografía
Deweyville se encuentra ubicado en las coordenadas 30°18′4″N 93°46′28″O / 30.30111, -93.77444. Según la Oficina del Censo de los Estados Unidos, Deweyville tiene una superficie total de 29.28 km², de la cual 29.04 km² corresponden a tierra firme y (0.83%) 0.24 km² es agua.

## Demografía
Según el censo de 2010, había 1.023 personas residiendo en Deweyville. La densidad de población era de 34,94 hab./km². De los 1.023 habitantes, Deweyville estaba compuesto por el 94.43% blancos, el 1.17% eran afroamericanos, el 1.47% eran amerindios, el 0.2% eran asiáticos, el 0% eran isleños del Pacífico, el 0.1% eran de otras razas y el 2.64% pertenecían a dos o más razas. Del total de la población el 1.76% eran hispanos o latinos de cualquier raza.